# Octobre 2005 en Afrique

## Samedi1eroctobre
- Guinée-Bissau : le nouveau président João Bernardo Vieira, élu en juillet, a été investi.

## Lundi3 octobre
- Burkina Faso : La coalition de 13 partis politiques de l’opposition « Alternance 2005 » a déposé un recours en annulation contre la candidature de Blaise Compaoré pour l’élection présidentielle organisée en novembre. Selon eux, conformément à l’article 37 de la constitution, le président sortant, qui a exercé deux mandats successifs, n’a pas le droit de se représenter.

## Jeudi6 octobre
- Côte d’Ivoire : Le Conseil de paix et de sécurité de l’Union africaine, réuni à Addis-Abeba, souhaite le maintien de Laurent Gbagbo au pouvoir après le 1er octobre. Il lui demande de nommer un premier ministre « acceptable par tous » et lui donne un délai de 12 mois au maximum pour achever le processus de paix et organiser des élections.

- Ouganda : La Cour pénale internationale a lancé des mandats d’arrêt contre cinq responsables, dont le leader Joseph Kony, de l’Armée de résistance du Seigneur(LRA), mouvement rebelle ougandais responsable de l’enlèvement d’environ 30 000 enfants depuis 1990.

## Lundi10 octobre
- Afrique du Sud, Kenya et Ouganda : Selon un rapport publié par l’organisation Human Rights Watch (HRW), « Les gouvernements du Kenya, d'Afrique du Sud et d'Ouganda se sont désintéressés de l'éducation des enfants affectés par le sida ». Ces enfants « ont moins de chance que leurs camarades de s'inscrire, d'assister ou de progresser à l'école ».

- Éthiopie : Meles Zenawi a été reconduit comme premier ministre alors que l’opposition boycotte les travaux du parlement pour protester contre les fraudes lors des élections du 15 mai 2005.

- Mali : Le journaliste Bréhima Touré du quotidien L’Essor a reçu le Prix du reportage RFI/Reporters sans frontières 2005 décerné par un jury présidé par l’écrivain Erik Orsenna pour un article décrivant le crépissage de la mosquée de Djenné.

- Ouganda : Milton Obote, ancien président de l’Ouganda est décédé à l’âge de 80 ans à Johannesbourg (Afrique du Sud).

## Mardi11 octobre
- Éthiopie : Le parlement a levé l’immunité parlementaire de plusieurs députés de l’opposition qui boycottaient les travaux de l’assemblée nationale pour protester contre les résultats des élections législatives du 15 mai 2005 qu’ils jugent frauduleux.

- Liberia : Des élections législatives et présidentielle ont lieu pour la première fois depuis la fin de la guerre civile. Selon les résultats provisoires de la présidentielle, l’ancien footballeur George Weah arrive en tête devant Ellen Johnson-Sirleaf.

## Jeudi13 octobre
- Côte d’Ivoire : Guillaume Soro, leader des Forces nouvelles, a déclaré à Ouagadougou, a déclaré qu’après le 30 octobre, Laurent Gbagbo serait « un ivoirien comme les autres », rejetant ainsi les propositions de l’Union africaine de prolonger le mandat du président ivoirien d’un an.

## Vendredi14 octobre
- Burkina Faso : Le Conseil constitutionnel a déclaré mal fondé et rejeté le recours en annulation de la candidature de Blaise Compaoré à la prochaine élection présidentielle déposée par cinq candidats de l’opposition.

- Côte d’Ivoire : Le Conseil de sécurité des Nations unies a approuvé une résolution inspirée par l’Union africaine prolongeant le mandat de Laurent Gbagbo pour une durée d’un an et demandant la nomination d’un premier ministre « acceptable par tous » au pouvoir élargi.

## Samedi15 octobre
- Malawi : Le président Bingu wa Mutharika a déclaré l’état de « catastrophe naturelle » à la suite de la crise alimentaire qui concerne 5 millions de personnes sur une population de 12 millions.

## Dimanche16 octobre
- Immigration, Maroc : selon un décompte de l'Agence France-Presse, plus de 2000 émigrants maliens et sénégalais qui comptaient rejoindre clandestinement l’Europe par les enclaves espagnoles au Maroc Ceuta et Melilla ont été rapatriés vers leur pays d'origine. Auparavant, ils avaient été conduits dans le désert par les autorités marocaines, dans des conditions condamnées par les organisations humanitaires.

## Lundi17 octobre
- Burkina Faso : La Marche mondiale des Femmes est arrivée à Ouagadougou, leur ultime étape d’un parcours débuté le 8 mars de São Paulo (Brésil). Des centaines de femmes, venues de 31 pays africains, asiatiques, européens et américains ont participé à cette manifestation revendicative.

- Maroc : Des émigrants africains (92 depuis le 12 octobre) abandonnés dans le désert par les autorités marocaines ont été recueillis par des militaires du Front Polisario qui les ont soignés et nourris dans le camp de Bir Lahlou (Sahara occidental). Ils ont témoigné avoir été dépouillés de leur argent et de leurs effets personnels par les policiers marocains rapporte l’Agence France-Presse.

## Mercredi19 octobre
- Éthiopie : l’Organisation internationale pour les migrations (OIM) a indiqué que 20 000 enfants éthiopiens sont vendus chaque année pour 1 ou 2 euros, pour devenir prostitués, domestiques ou tisserands.

## Dimanche30 octobre
- Tanzanie : Les élections nationales prévues ce jour ont été repoussées au 18 décembre en raison du décès de Jumbe Mohamed Jumbe, candidat à la vice-présidence.

## À suivre
- Dimanche 30 octobre
  - Côte d’Ivoire : L’élection présidentielle prévue pour mettre un terme au processus de paix issu des accords de Marcoussis devait se dérouler ce jour. Cette élection est reportée. Le Président Laurent Gbagbo a déclaré qu’il se maintiendra en tant que président alors que l’opposition réclame son départ.
  - Tanzanie : Élections législatives et présidentielle.